# Тавиљано
Тавиљано (итал. Tavigliano) је насеље у Италији у округу Бијела, региону Пијемонт.
Према процени из 2011. у насељу је живело 806 становника. Насеље се налази на надморској висини од 648 м.

## Становништво
Према резултатима пописа становништва 2011. у општини је живело 960 становника.
| 1931. | 1936. | 1951. | 1961. | 1971. | 1981. | 1991. | 2001. | 2011. |
| ----- | ----- | ----- | ----- | ----- | ----- | ----- | ----- | ----- |
| 1.272 | 1.206 | 1.212 | 1.170 | 917   | 893   | 861   | 936   | 960   |